# Liaoxiornis delicatus
Liaoxiornis delicatus — викопний вид птахів підкласу Енанціорнісові (Enantiornithes). Вид є сумнівним, тому що описаний за залишками пташеня і важко встановити вигляд дорослої особини.
Описаний у 1999 році Хоу і Ченем (Hou & Chen) з Інституту палеонтології Нанкіна.. Виявлений в Китаї. Мешкав в ранній крейді, близько 122 млн років тому. Довжина — 6 см
Відмітною особливістю є надзвичайно довгий пігостиль.